# Statue de sainte Catherine (2e arrondissement de Paris)
La statue de sainte Catherine dans le 2e arrondissement de Paris, en France, est une statue située à l'angle des rues Cléry et Poissonnière. Elle occupe une niche au niveau du premier étage de l'immeuble qui marque le coin des deux rues.

## Description
L'œuvre est une sculpture en ronde-bosse de pierre blanche, représentant Catherine d'Alexandrie. Elle se tient debout, la main gauche posée sur la poitrine, la main droite tenant la palme symbole de son martyre. La roue, instrument de son martyre, est visible derrière ses pieds, sur sa gauche.

## Historique
À partir des années 1920, le monde de la mode fait de sainte Catherine sa sainte-patronne. À Paris, lors de sa fête le 25 novembre, les Catherinettes des maisons de couture coiffent la statue de la rue de Cléry de leurs chapeaux,,.

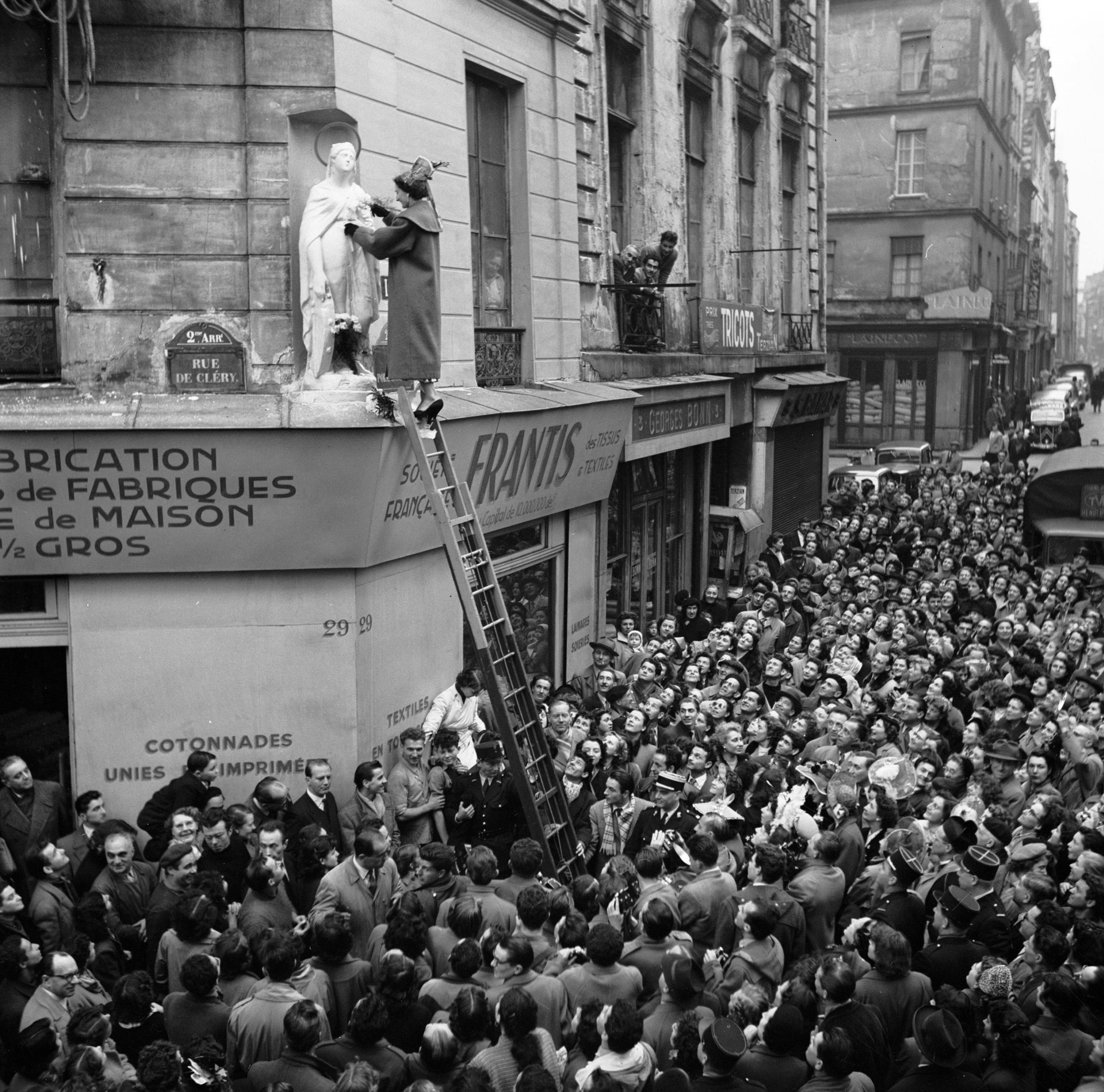
Décoration de la statue vers 1950-1955.

Une autre statue de sainte Catherine existe à Paris, sur la rue de Sévigné dans le 4e arrondissement ; là aussi, elle est disposée sur la façade d'un immeuble, à l'un des angles avec la rue Saint-Antoine.

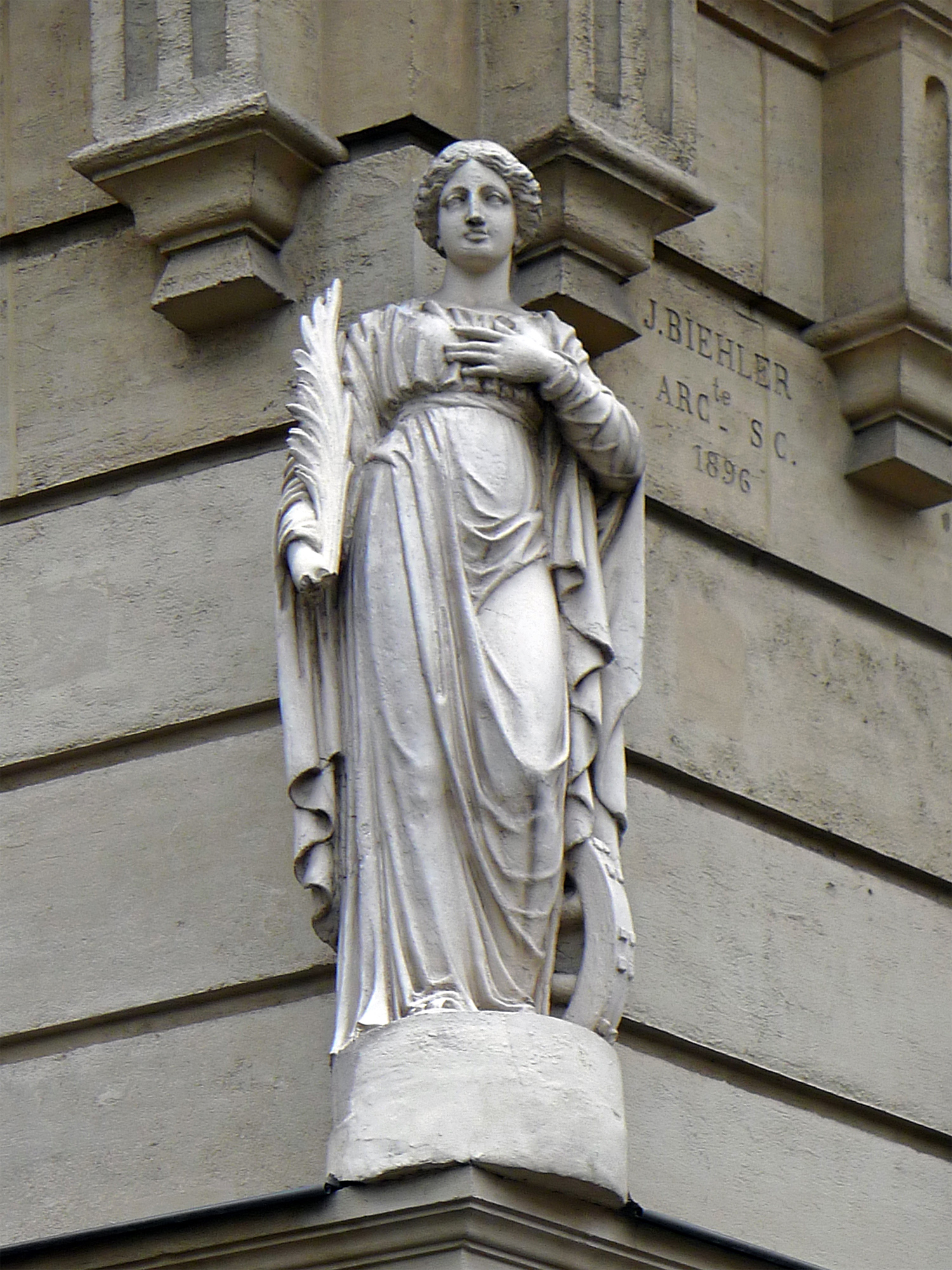